# Law & Order: UK (seizoen 2)
Dit artikel vat het tweede seizoen van Law & Order: UK samen. Dit seizoen liep van 11 januari 2010 tot en met 15 februari 2010 en bevatte zes afleveringen.

## Hoofdrollen
- Bradley Walsh - rechercheur Ronnie Brooks
- Jamie Bamber - rechercheur Matt Devlin
- Harriet Walter - hoofd recherche Natalie Chandler
- Freema Agyeman - hulpofficier van justitie Alesha Phillips
- Ben Daniels - eerste hulpofficier van justitie James Steel
- Bill Paterson - officier van justitie George Castle

## Afleveringen
| Nr. | Aflevering | Titel             | Regisseur          | Schrijver(s)                   | Selectie gastrollen | Uitzenddatum     |  |
| --- | ---------- | ----------------- | ------------------ | ------------------------------ | --- | ---------------- |  |
| 8 | 1          | Samaritan         | Andy Goddard       | Chris Chibnall                 | Ashley Rolfe - Nick Bentley Patrick Malahide - Robert Ridley Jamie Foreman - Ray Griffin Conor David McIntyre - Howard Drake Will Beer - Barney Goodison                                                                       | 11 januari 2010  |  |
| Deze aflevering is gebaseerd op Manhood. Politieagent Nick Bentley raakt betrokken in een vuurgevecht tussen twee drugsdealers waarbij hij dodelijk wordt geraakt, waarna de rechercheurs Brooks en Devlin op onderzoek uitgaan. Ray Griffin, collega van Bentley, vertelt hen dat hij zijn collega uit het oog was verloren vlak voordat Bentley in het vuurgevecht verzeild raakte. De rechercheurs gaan er op het eerste gezicht van uit dat Bentley noodlottig aan zijn eind is gekomen en willen het onderzoek snel afsluiten. Later horen zij tot hun ontzetting van drugsdealer Theo Carson dat er een politieagent op een afstand stond toe te kijken, terwijl Bentley in het vuurgevecht verwikkeld was en om hulp riep. Zij starten hun onderzoek weer op en gaan politieagenten ondervragen. Dit geeft meteen spanningen tussen hen en het politiepersoneel. De rechercheurs ontdekken dan dat Bentley homoseksueel was en dat zijn collega's daar recentelijk achter gekomen waren. Tevens ontdekken zij dat zijn collega Griffin de leider is van een anti-homo beweging. Phillips en Steel willen nu Griffin vervolgen voor de dood van zijn collega. De baas van hen is het hier niet mee eens en wil dat zij hem niet vervolgen, om zo de werkverhouding tussen hen en de politie niet te verstoren. Ondanks dit verbod besluiten zij toch om de vervolging tegen Griffin door te zetten, Zij vinden dat Griffin de morele plicht had om zijn collage te helpen. |            |                   |                    |                                | |                  |  |
| 9 | 2          | Hidden            | Julian Holmes      | Emilia di Girolamo             | Dervla Kirwan - Beatrice McArdle Anna Madeley - Kayleigh Gaines David Gyasi - Lennie Gaines René Zagger - Farris Andreou Philip Wright - Nick Carlton Cyril Nri - rechter DeMarco                                              | 18 januari 2010  |  |
| Deze aflevering is gebaseerd op Bitter Fruit. Wanneer de tienjarige Jodie Gaines vermoord wordt, gaan rechercheurs Brooks en Devlin op onderzoek uit. Als eerste onderzoeken zij de taxichauffeur die Gaines regelmatig naar zijn muziekles bracht. De chauffeur verklaart dat hij Jodie recht voor de deur van de muziekleraar had afgezet. Als de rechercheurs dit navragen bij de muziekleraar, horen zij dat Jodie daar nooit is aangekomen. Hierdoor concluderen de rechercheurs dat een van hen liegt. Verder onderzoek onthult dan dat de taxichauffeur Jodie op een andere plek heeft afgezet, vanwege wegwerkzaamheden. Met behulp van camerabeelden zien zij dat de chauffeur nu de waarheid heeft gesproken. Het onderzoek krijgt dan een nieuwe wending als zij op de camerabeelden zien dat een witte bestelbus Jodie volgt. Zij ontdekken dan dat Nick Carlton, een ex-gevangene die nu voor een bouwbedrijf werkt, Jodie had ontvoerd in de bestelbus. Tijdens de voorgeleiding in de rechtszaal wordt Carlton ineens vermoord door Kayleigh, de moeder van Jodie en ex-verslaafde die verwikkeld was in een harde voogdijzaak over Jodie met haar ex-man. Steel wil Kayleigh voor het gerecht brengen, ondanks dat zij op sympathie kan rekenen van de jury. Tijdens de rechtszaak lijkt erop dat zij vrij wordt gesproken door de jury. Dan ontdekken de rechercheurs iets belangrijks. Zij ontdekken dat Kayleigh Carlton had ingehuurd om Jodie te ontvoeren. Later wilde Carlton hun plan niet doorzetten omdat Jodie ziek was. Kayleigh vermoorde daarom Carlton om zo te voorkomen dat hij hun plannen onthulde. Nu heeft Steel een ijzersterke zaak tegen Kayleigh en is blij dat de jury haar nu wel veroordeeld voor een gevangenisstraf.                                         |            |                   |                    |                                | |                  |  |
| 10 | 3          | Community Service | Ken Grieve         | Catherine Tregenna             | Kevin McNally - Harry Morgan Fiona Gillies - Irene Morgan Sean Harris - Roland Kirk Colin Salmon - Doug Greer Will Thorp - Joe Butler Paul Darrow - rechter Prentice                                                           | 25 januari 2010  |  |
| Deze aflevering is gebaseerd op Volunteers. Wanneer Roland Kirk, een dakloze man met een bipolaire stoornis, zwaar gewond door meerdere slagen en bewusteloos wordt gevonden in een nette buurt, gaan rechercheurs Brooks en Devlin op onderzoek uit. Zij ontdekken dat Kirk daar al een tijd illegaal in een camper woonde. Ondertussen zorgde hij daar met zijn dakloze vrienden regelmatig voor overlast. Nu zij alle omwonende kunnen aanmerken als verdachte voor de moord. krijgen zij een lange lijst met namen. Kirk was niet echt welkom in de buurt. De buurtbewoners hebben talloze keren een klacht ingediend tegen Kirk en hij werd dan weggehaald door de politie, om hierna ook weer snel terug te keren. De rechercheurs willen nu kijken of het cameratoezicht iets oplevert. Dan ontdekken zij dat de camera's weggedraaid zijn van de camper en vermoeden dat de aanval gepland was. De buurtbewoners weigeren met de rechercheurs te praten en weigeren ook een naam te geven van de mogelijke dader. Hun verdenking valt dan op Joe Butts, een op het eerste oog onschuldige man waarvan de vriendin gestalkt werd door Kirk. Kirk ontwaakt ondertussen uit zijn coma. Hij verklaart dat hij niet gezien heeft wie hem mishandeld heeft. Hij kan de rechercheurs wel vertellen dat hij een draak zag voordat hij bewusteloos raakte. Het wordt dan de rechercheurs al snel duidelijk waar Kirk de draak heeft gezien: op de kleren van Butts. Hierdoor arresteren zij Butts voor de mishandeling. Butts verklaart dan dat hij niet alleen heeft gehandeld en zegt dat Harry Morgan ook meedeed. Hierdoor worden Butts en Morgan voor het gerecht gedaagd. Tijdens de rechtszaak verklaart Morgan dat hij uit zelfverdediging heeft gehandeld, dit tot ongeloof bij Phillips en Steel. |            |                   |                    |                                | |                  |  |
| 11 | 4          | Sacrifice         | Robert Del Maestro | Terry Cafolla Nathan Cockerill | Denis Lawson - Philip Woodleigh Olivia Lumley - Joanna Woodleigh Michael Maloney - John Reberty Samuel Oatley - Darren McKenzie Charles Kay - St John Artemis                                                                  | 1 februari 2010  |  |
| Deze aflevering is gebaseerd op Sonata for a Solo Organ. Wanneer Darren McKenzie, een bekende drugsdealer en pooier, dood in een park wordt gevonden, gaan rechercheurs Brooks en Devlin op onderzoek uit. Al snel ontdekken zij dat McKenzie een nier mist. Zij beseffen dat zij snel moeten uitvinden wat er precies is gebeurd, voordat de aanvaller opnieuw toeslaat. Hun onderzoek leidt hen naar Joanna Woodleigh. Zij onderging pas geleden een succesvolle niertransplantatie na twee eerdere mislukte pogingen. De rechercheurs ontdekken dat de nieuwe nier van Joanna uit het lichaam van McKenzie komt. Verder ontdekken zij dat de nier op een illegale manier het ziekenhuis werd binnengesmokkeld en gebruikt werd in de verdere legale niertransplantatie. De vader van Joanna, Phillip, onthult dat hij de dokter van Joanna twee miljoen pond betaalde voor het vinden van een geschikte nier voor zijn dochter. Nu denken de rechercheurs dat de dokter met hulp van een verpleegster de nier van McKenzie zonder zijn toestemming hebben toegeëigend. Phillips en Steel moeten nu besluiten wie zij zullen vervolgen voor de dood van McKenzie. Zij worden dan verrast door hun baas die de zaak wil verdedigen. |            |                   |                    |                                | |                  |  |
| 12 | 5          | Love and Loss     | Mark Everest       | Terry Cafolla                  | Eddie Marsan - Jason Peters Mark Lewis Jones - Mark Powell Shaun Dooley - Jack Gilmore Orla Fitzgerald - Una McGladdery Elizabeth Crarer - Kirsty Wallace                                                                      | 8 februari 2010  |  |
| Deze aflevering is gebaseerd op Consultation. Wanneer tiener Debbie Powell instort en overlijdt nadat zij terugkeert van haar vakantie in Thailand gaan Brooks en Devlin op onderzoek uit. Zij ontdekken dat zij overleden is door een gescheurd condoom in haar lichaam wat heroïne bevatte. Verder onderzoek wijst uit dat zij meer dan zeventig bolletjes met heroïne in haar lichaam had, met een straatwaarde van £ 250.000. Het bewijs leidt hen al snel naar Gerry Craig, een bekende drugsdealer die regelmatig contact had met Powell. Hij wil de rechercheurs echter overtuigen dat Powell een geheime vriend had die contacten heeft in Thailand, en dat hij Powell overgehaald had om drugs te smokkelen. De rechercheurs kunnen achter de identiteit komen van de geheime vriend, het betreft Jack Gilmore die Powell al een langere tijd gebruikte als drugssmokkelaar. Nadat Phillips en Steel Gilmore voor het gerecht brengen wacht hen een onaangename verrassing, hun belangrijkste getuige Craig verandert ineens zijn verhaal. |            |                   |                    |                                | |                  |  |
| 13 | 6          | Honour Bound      | Andy Goddard       | Chris Chibnall                 | Robert Glenister - Jimmy Valentine Anna Chancellor - Evelyn Wyndham Zoe Telford - Sara Fraser Gabrielle Glaister - Liz Wakeman Don Warrington - politiecommandant Eamonn Callaghan Gillian McCutcheon - rechter Margaret Blake | 15 februari 2010 |  |
| Deze aflevering is gebaseerd op Corruption. Bij een politieoperatie met een informant en een grote drugspartij komt het tot het overlijden van de informant Shahid Nafoor door politiekogels. Politieagent Jimmy Valentine wordt hiervan verdacht. Hij verklaart dat Nafoor een pistool op hem richtte en in op daaropvolgende worsteling het pistool afging, wat Nafoor het leven kostte. Rechercheur Brooks was bij de politieoperatie aanwezig en gelooft het verhaal van zijn oude vriend Valentine. Maar rechercheur Devlin keek op een afstand toe naar de worsteling en twijfelt aan het verhaal en gelooft niet dat Nafoor als eerste handelde. Verder onderzoek wijst uit dat Nafoor een drugsdealer was voor Clyde Mason. Valentine had geheime afspraken met Mason. Rechercheur Devlin ontdekt dat Mason Valentine opdracht had gegeven om Nafoor dood te schieten. Tevens ontdekt rechercheur Devlin dat de relatie tussen Mason en Valentine al jaren bestaat, nadat Mason een grote som geld aan Valentine had betaald voor het laten verdwijnen van een aanklacht. Valentine heeft hierna een bewijsstuk laten verdwijnen, zodat Mason vrijgesproken werd van de aanklacht. Tijdens de rechtszaak verklaart Valentine ineens dat rechercheur Brooks verantwoordelijk is voor de dood van Nafoor, en dat hij ook het bewijsstuk heeft laten verdwijnen voor Mason. |            |                   |                    |                                | |                  |  |